# Laurent Dufaux
Pour les articles homonymes, voir Dufaux.
Laurent Dufaux, né le 20 mai 1969 à Montreux, est un ancien coureur cycliste suisse, professionnel de 1991 à 2004.

## Biographie
Il est surtout réputé pour ses qualités de grimpeur et son sens de la course très développé.
Successivement dans les équipes Helvetia, ONCE, Festina, Saeco, Alessio et Quick Step-Davitamon, ce coureur glana 38 succès parmi lesquels on retrouve deux fois le Critérium du Dauphiné libéré ainsi que le Midi libre, le Tour de Romandie, le Championnat de Zurich, le titre de champion de Suisse, une étape au Tour de France et une au Tour d'Espagne.
Très en vue sur le Tour de France (deux fois 4e), il fit souvent parler de lui dans le grand tandem qu’il forma avec Richard Virenque au temps de la grande équipe Festina. Les deux coureurs terminent ensemble leur carrière au sein de la formation Quick Step-Davitamon. La dernière course qu'il dispute est le Tour du Latium, qui faisait partie des courses qu'il avait découvertes en tant que stagiaire.
À la suite de l'exclusion de l'équipe Festina du Tour de France 1998 pour cause de dopage, Laurent Dufaux a admis s'être dopé à l'EPO. Ses aveux sont parus dans le journal sportif français L'Équipe ; ils se sont situés à peu près en même temps que ceux de ses ex-coéquipiers de l'équipe Festina, tels Alex Zülle ou Armin Meier.
Après sa carrière, Dufaux reste présent dans le milieu du sport. Il travaille ainsi pour une marque de textile destinée aux cyclistes et aux skieurs, Craft, s'occupant du domaine commercial de la marque en France. En parallèle, il organise une compétition internationale de cyclo-cross,. Il intervient également à partir de 2018 comme directeur sportif chez Akros-Thömus. Il devient directeur sportif de la formation Cogeas Cycling Team à partir de 2021. Cette formation de niveau élite nationale (quatrième division du cyclisme international) encadre des coureurs espoirs, tout particulièrement suisses francophones,. Son fils Loïs fait partie de cette équipe. Le calendrier de courses est d'abord basé sur le territoire suisse en espérant des invitations sur des courses dans des pays voisins. Dufaux annonce que cette structure doit fonctionner au minimum sur quatre saisons.

## Palmarès et classements mondiaux

### Coureur amateur
- 1986
  - 3e du Grand Prix Rüebliland
- 1987
  - Une étape des Tre Ciclistica Bresciana
  - 3e des Tre Ciclistica Bresciana
- 1989
  - Sion-Vercorin
  - 2e du Tour de Suisse orientale
  - 3e du Tour du Tessin
  - 3e de Martigny-Mauvoisin
- 1990
  - 2e de Sierre-Loye
  - 3e du Tour de Suisse orientale
  - 3e du Tour du lac Léman

### Coureur professionnel
| - 1991 - Champion de Suisse sur route - Classement général de la Route du Sud - Coppa Placci - 2e du Giro dei Sei Comuni - 2e du championnat de Suisse de la montagne - 2e du Tour du Latium - 2e du Grand Prix Mendrisio - 3e de Martigny-Mauvoisin - 5e du Tour de Romandie - 1992 - Grand Prix Pino Cerami - 3e du Tour de Berne - 3e du Tour du Schynberg - 6e du Tour de Romandie - 6e du Critérium du Dauphiné libéré - 1993 - Tour du canton de Genève - Sierre-Loye - Critérium du Dauphiné libéré : - Classement général - 5e étape - 2e du Tour du Piémont - 3e du Tour de Burgos - 3e de la Semaine catalane - 1994 - 2e étape du Tour de l'Oise - Classement général du Critérium du Dauphiné libéré - 2e de la Semaine catalane - 5e du Tour du Pays basque - 5e de la Leeds International Classic - 1995 - Classement général de la Route du Sud - Tour de Burgos : - Classement général - 3e et 4ea (contre-la-montre) étapes - Tour du Wartenberg - 1996 - Champion de Suisse de la montagne - 17e étape du Tour de France - Tour du Wartenberg - 19e étape du Tour d'Espagne - 2e du Tour d'Espagne - 3e du Tour du lac Léman - 3e de À travers Lausanne - 4e du Tour de France - 10e du Critérium du Dauphiné libéré - 1997 - 2eb étape du Tour méditerranéen (contre-la-montre par équipes) - 2e étape du Grand Prix du Midi libre - À travers Lausanne : - Classement général - 1rea et 2ea étapes (contre-la-montre) - Tour du Wartenberg - 2e de Paris-Nice - 3e du Tour d'Espagne - 6e du championnat du monde sur route - 9e du Tour de France | - 1998 - 4e étape du Tour méditerranéen (contre-la-montre par équipes) - Tour de Romandie : - Classement général - Prologue, 1re et 3e étapes - Grand Prix du Midi libre : - Classement général - 5e étape - 7e de l'Amstel Gold Race - 8e de Paris-Nice - 9e de la Flèche wallonne - 10e de Liège-Bastogne-Liège - 1999 - 2e de À travers Lausanne - 3e du Tour de Burgos - 4e du Tour de Suisse - 4e du Tour de France - 2000 - 2e étape du Tour de Romandie - 1rea étape d'À travers Lausanne (contre-la-montre) - Championnat de Zurich - 3e du Tour de Romandie - 3e de À travers Lausanne - 3e du Grand Prix du canton d'Argovie - 6e de l'Amstel Gold Race - 2001 - 3e étape du Tour du Trentin - 3e de À travers Lausanne - 2002 - Trophée Melinda - 1re étape de la Semaine cycliste lombarde - 2e du Tour de Vénétie - 3e des Trois vallées varésines - 4e du Tour de Suisse - 9e de la Classique de Saint-Sébastien - 10e du Championnat de Zurich - 2003 - 3e étape du Tour de Romandie - 2e du Tour de Romandie |  |

### Résultats sur les grands tours

#### Tour de France
11 participations
- 1992 : abandon (13e étape).
- 1994 : 35e du classement général.
- 1995 : 19e du classement général.
- 1996 : 4e du classement général, vainqueur de la 17e étape.
- 1997 : 9e du classement général.
- 1998 : exclu à la 7e étape avec l'ensemble des coureurs de l'équipe Festina.
- 1999 : 4e du classement général.
- 2000 : abandon (13e étape).
- 2002 : abandon (16e étape).
- 2003 : 21e du classement général.
- 2004 : 67e du classement général.

#### Tour d'Espagne
6 participations
- 1993 : 37e du classement général.
- 1996 : 2e du classement général, vainqueur de la 19e étape.
- 1997 : 3e du classement général,  maillot or pendant 2 jours.
- 1998 : abandon (10e étape).
- 1999 : abandon (4e étape).
- 2000 : non-partant (14e étape).

#### Tour d'Italie
2 participations
- 1995 : 43e du classement général.
- 2001 : 40e du classement général.

### Classements mondiaux
| Année           | 1991 | 1992 | 1993 | 1994 | 1995 | 1996 | 1997 | 1998 | 1999 | 2000 | 2001 | 2002 | 2003 | 2004 |
| --------------- | ---- | ---- | ---- | ---- | ---- | ---- | ---- | ---- | ---- | ---- | ---- | ---- | ---- | ---- |
| Classement UCI, | 70e  | 50e  | 31e  | 28e  | 27e  | 19e  | 17e  | 24e  | 41e  | 31e  | 166e | 45e  | 53e  | 649e |